# Giuseppe Averardi
Giuseppe Averardi (Roma, 5 marzo 1928 – Roma, 24 luglio 2019) è stato un giornalista e politico italiano.

## Biografia
Membro della direzione nazionale del Partito Socialista Democratico Italiano (PSDI) tra il 1959 e il 1987, è stato eletto alla Camera dei deputati nella IV e nella V legislatura per il collegio elettorale di Pisa-Livorno-Lucca-Massa Carrara e al Senato della Repubblica nella VI legislatura per il collegio di Lucca. Dal 1969 al 1972 è stato membro del Consiglio d'Europa, mentre dal 1974 al 1976 è stato sottosegretario dell'allora Ministero dell'industria e del commercio, in due governi guidati da Mariano Rumor. 
È anche stato consigliere comunale nel comune di Carrara.  Nella VI legislatura sostituì il deputato Enzo Poli che era deceduto nel 1975 a causa di un incidente aereo e tornò quindi in parlamento fino al 1976.
In seguito dal 1977 al 1980 è stato membro del consiglio di amministrazione dell'"Istituto Nazionale delle Assicurazioni" e della "Assitalia s.p.a" (successivamente fuse come INA Assitalia), mentre dal 1980 al 1986 è stato membro del consiglio di amministrazione dell'Enel.
Nel 1974 aveva fondato il mensile "Ragionamenti", che ha diretto ininterrottamente sino alla sua morte, avvenuta il 24 luglio 2019 all'età di 91 anni.

## Opere
- I Socialisti Democratici, Sugarco Edizioni, 1972;
- I grandi processi di Mosca 1934-1937, Rusconi Editore, 1977;
- Il Cominform, Edizioni Ragionamenti, 1987;
- Le carte del PCI[1], Lacaita Editore, 2000;
- 1989-2009 I MUTANTI - Perché i postcomunisti hanno rifiutato l'opzione socialdemocratica, Datanews 2009;
- TOGLIATTI ADDIO - Delirio e retaggio dello stalinismo italiano, Datanews 2012;
- Socialdemocrazia, l'altra voce dell'Europa, Datanews 2014;
- Ungheria 1956. Le verità rivelate, Minerva, 2018.